# Gianduja
Gianduja o gianduia és un tipus de pasta dolça obtinguda de la mescla d'un 70% de xocolata i un 30% d'avellana, originària de la regió del Piemont (Itàlia). Pren el seu nom de Gianduja, un personatge tradicional de la Commedia dell'arte, que representa el piemontès arquetípic. Actualment, els pastissers moderns empren aquest mot per a designar, no només la recepta clàssica sinó també qualsevol combinació de fruites seques, xocolata i sucre.
La gianduja va néixer al Piemont el 1806. La seva creació s'atribueix als pastissers torinesos, que davant l'escassetat de cacau que es patia al Regne de Sardenya-Piemont, a causa del bloqueig econòmic ordenat per Napoleó contra els productes de manufactura britànica, en vigor fins al 1813, van combatre aquestes restriccions substituint part del cacau utilitzat en les seves xocolates, per pasta d'avellana de Langhe per, més barata i abundant a la zona.
Els xocolaters Michele Prochet i Paul Caffarel, propietaris de la xocolateria Caffarel, van perfeccionar la recepta el 1852 torrant les avellanes i molent-les.
Giandla duja és l'expressió piemontesa per a designar la giandula d'avellana, mentre que el mot giandulott es refereix al centre de les drupes. La seva traducció com a 'nou dolça' coincideix amb la descripció original del significat en dialecte albano, i els termes gianda, gandula, gandulin i gandulott són ben coneguts a les regions de parla gal·loitàliques.

## Productes relacionats
- El gelat de xocolata i avellana del mateix nom, té origen a Suïssa, de la mateixa forma que la fondue Gianduja. Un producte relacionat és la Nutella de Ferrero, que originàriament es va anomenar Pasta Gianduja com a estratègia comercial per atraure els nens.
- Els Gianduiotti, marca registrada de Caffarel, són una especialitat torinesa en forma de bombons de xocolata d'aspecte semblant a un pot girat del revés, elaborats amb una barreja de cacau i pasta d'avellana.